# Frankrigs senat
Frankrigs senat er andetkammeret i det franske politiske system. Senatet er består af 348 senatorer og er oprettet i 1795. Det holder til i Palais du Luxembourg i Paris.

## Historie
Senatet blev oprettet i 1795 under navnet "Conseil des Anciens", dvs ældrerådet, i henhold til konstitutionen af 1795.

## Opgaver
Senatet har to hovedopgaver:
1. at konstituere regeringen sammen med Assemblée Nationale
2. at udøve kontrol med regeringen

Kontrollen med regeringen udøves gennem spørgsmål, debatter og undersøgelser som senatorerne iværksætter.

## Senatorerne
Senatorerne vælges for en periode af 6 år. Og det er sådan, at der er to "grupper" senatorer, der vælges forskudt i forhold til hinanden. Der er således valg til senatet hvert 3. år. Valgbarhedsalderen er 24 år.

## Valg
Der er som sagt 348 senatorer, de er valgt i alle egne af Frankrig, herunder de oversøiske dele af landet. De vælges af 150.000 valgmænd. Valgmændene er:
- Medlemmer af Assemblée Nationale
- Rådsmedlemmer i regionalrådene
- Rådsmedlemmer i departementsrådene
- Delgerede fra kommunalrådene
- Repræsentanter for franskmænd i udlandet

## Sammensætning
Efter valget 25. september 2011 er senatet sammensat således:
| Parti | Antal senatorer |
| ----- | --------------- |
| AC    | 7               |
| DVD   | 17              |
| DVG   | 12              |
| EELV  | 10              |
| GM    | 1               |
| MAJ   | 1               |
| MoDem | 4               |
| MPF   | 1               |
| MRC   | 1               |
| NC    | 12              |
| PCF   | 21              |
| PR    | 4               |
| PRG   | 10              |
| PS    | 123             |
| UMP   | 124             |

| Aldersinterval | Antal | Procent |
| -------------- | ----- | ------- |
| under 41 år    | 6     | 1,7     |
| 41 – 50        | 35    | 10,1    |
| 51 – 60        | 97    | 27,9    |
| 61 – 70        | 158   | 45,4    |
| 71 – 80        | 48    | 13,8    |
| over 81        | 4     | 1,1     |

| Køn     | Antal | Procent |
| ------- | ----- | ------- |
| Kvinder | 77    | 22,1    |
| Mænd    | 271   | 77,9    |

## Ekstern henvisning
- "Senatets hjemmeside" (fransk). Arkiveret fra originalen 1. juli 2006. Hentet 26. september 2011.